# Марк Гантер
Марк Гантер  (англ. Mark Hunter; нар. 1 липня 1978) — британський веслувальник, олімпійський чемпіон.

## Виступи на Олімпіадах
| Олімпіада   | Дисципліна                              | Місце |
| ----------- | --------------------------------------- | ----- |
| Афіни 2004  | легка четвірка розстібна без стернового | 13    |
| Пекін 2008  | легка двійка парна                      | 1     |
| Лондон 2012 | легка двійка парна                      | 2     |